# Folkrörelsen
Folkrörelsen (Þjóðvaki) var ett vänstersocialistiskt parti på Island, bildat 1994 av utbrytare från Alþýðuflokkurinn (Socialdemokraterna). I alltingsvalet 1995 fick partiet 7,2 % av rösterna och fyra mandat.
1998 gick partiet ihop med socialdemokratiska Alþýðuflokkurinn, Kvinnolistan och  Alþýðubandalagið och bildade det nya partiet Enhetsfronten (Samfylkingin).